# 中島力造

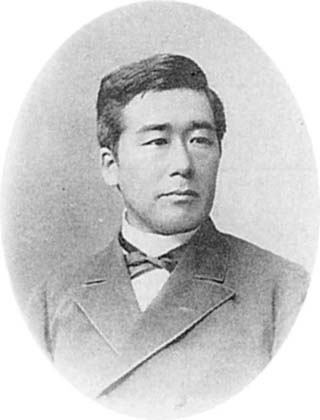
中島力造

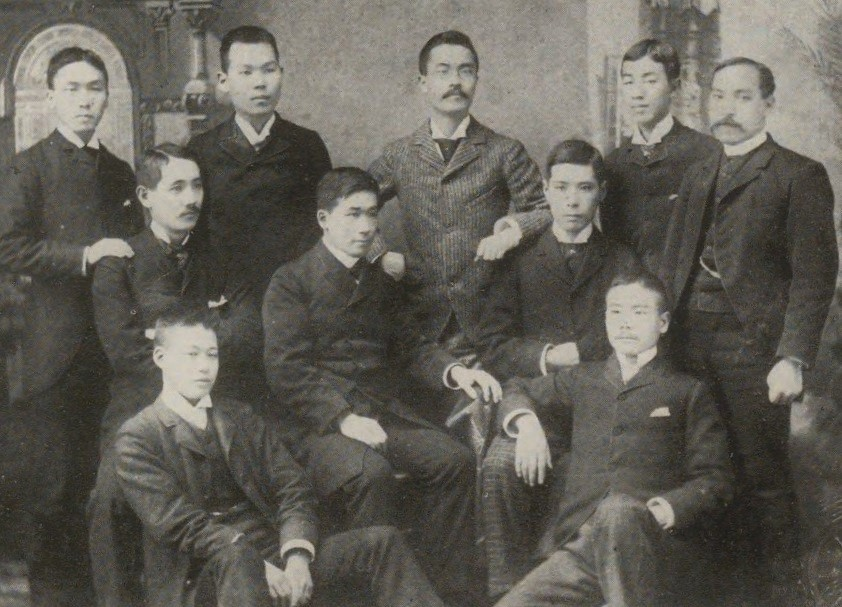
1889年、イェール大の学友と（中列中央）

中島 力造（なかじま りきぞう、安政5年1月8日（1858年2月21日） - 大正7年（1918年）12月21日）は、日本の倫理学者。位階および勲等は従三位・勲三等。
同志社英学校最初の学生のひとりで、開校当初元良勇次郎、上野栄三郎とともに真っ先に駆けつけた。10年の海外留学を経て、日本における倫理学の先登となった。

## 経歴
1858年、丹波国天田郡福知山（現京都府福知山市）生まれ。京都府平民中島勘右衛門の長男として生まれる。藩立惇明館にて漢学を修業後、父親の勧めで神戸で英学を学ぶ。明治8年に新島襄の勧めで同志社英学校の第一期生として入学。哲学を学ぶつもりが、宗教色が強いため退学を考えていたところ、津田仙の要請を受けた新島により学農社の教師に推薦され、明治11年（1878年）に同志社を退学し上京。この前年に西京第二公会で受洗。
明治13年（1880年）、渡米。オハイオ州のウエスタン・レゾルス・アカデミーに入学し1884年に卒業、イェール大学神学科に進学し1887年に卒業、翌年哲学科に進みPh.Dを取得。イェール大学哲学史講師を務め、1888年にイギリス、ドイツに留学。
明治23年（1890年）に帰国し、第一高等学校講師を経て明治25年（1892年）、帝国大学文科大学教授に就任。「心理学倫理学論理学」の第二講座（倫理学）を担当した。1918年、心不全と肺炎のため死去。墓所は雑司ヶ谷霊園。

## 受賞・栄典
- 1892年（明治25年）9月26日 - 正七位[5]
- 1902年（明治35年）12月17日  - 正五位[6]
- 1908年（明治41年）2月21日 - 従四位[7]

## 研究内容・業績
- 日本に初めてT・H・グリーンの思想を導入。その普及に努め、功利主義から理想主義への倫理学の拡充を図り、倫理学の学としての独立性を確立した。personalityやpersonの訳語として「人格」を定着させたのも彼の功績である（もともと「人格」という語はカント哲学に基づく倫理学的用法によるものだった）。

## 家族・親族
- 父・中島勘右衛門 ‐ 福知山の旧家で地元の名誉職[8]
- 妻：コハルは俳人の大野洒竹の次姉。洒竹の岳父に岸田吟香、その子に岸田劉生がいる。[2]。
- 長女・周は高嶺秀夫の三男・昇（教師）の妻[9]。
- 次女：貞子は実業家の川上嘉市の妻となった。
- 三女：愛子は物理学者の竹内時男の妻となった。東京女子大学英文科出身。[10]
- 長男：中島慎一（1893年生）は九州帝国大学教授。東京帝国大学哲学科を卒業後、同大学院を経て1920年に留学し、コロンビア大学、シカゴ大学、ベルリン大学、ハイデルベルク大学に学び、1925年九州帝大教授に就任した[11]。
- 相婿に寺尾寿